# Zimnokvět časný

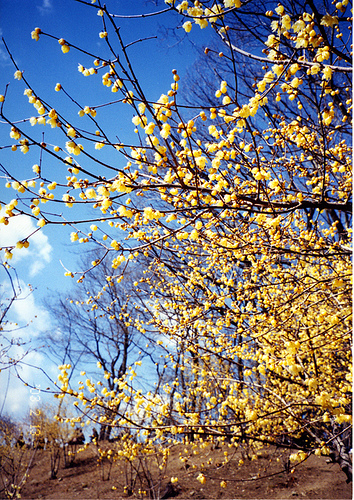
Bohatě rozkvetlý zimnokvět časný

Zimnokvět časný (Chimonanthus praecox) je druh rostliny z čeledi sazaníkovité. Je to opadavý keř s jednoduchými vstřícnými listy a světle žlutými květy, které se rozvíjejí v zimním období. Pochází z Číny a je pěstován jako okrasná dřevina i v České republice.

## Popis
Zimnokvět časný je opadavý až poloopadavý vzpřímený keř, v domovině i nevelký strom dorůstající výšky až 13 metrů. Větévky jsou šedavě hnědé, s lenticelami, lysé nebo lehce chlupaté, v mládí čtyřhranné, později oblé. Zimní pupeny jsou kryté střechovitými šupinami. Listy jsou eliptické, vejčité nebo kopinaté, 5 až 29 cm dlouhé a 2 až 12 cm široké, tenké až lehce kožovité, s 3 až 18 mm dlouhým řapíkem. Čepel listů je na bázi klínovitá až zaokrouhlená, na vrcholu špičatá nebo zašpičatělá, na líci drsná, na rubu lysá s výjimkou ojedinělých chlupů na žilkách. Žilnatina je zpeřená, tvořená 4 až 6 páry postranních žilek. Květy jsou jednotlivé nebo po dvou na loňských větévkách a rozkvétají v bezlistém stavu. Jsou sladce vonné, 1,5 až 4 cm široké. Okvětí je tvořeno 15 až 21 světle žlutými lístky, vnitřní lístky mívají purpurovou kresbu. Tyčinek je 5 až 8, se širokými nitkami. Dále jsou v květu přítomny sterilní patyčinky šídlovitého až úzce kopinatého tvaru, 2 až 3 mm dlouhé a v počtu 2 až 15. Gyneceum je složeno z 5 až 15 volných plodolistů. Plodem je nepravý plod (pseudokarp) džbánkovitého nebo elipsoidního tvaru. Plod je poněkud dřevnatý, 2 až 6 cm dlouhý a obsahuje 3 až 11 hnědých nažek.
Dřevina kvete ve své domovině v období od října do března, v podmínkách střední Evropy zpravidla od ledna do března. Plody dozrávají již v květnu až červnu.

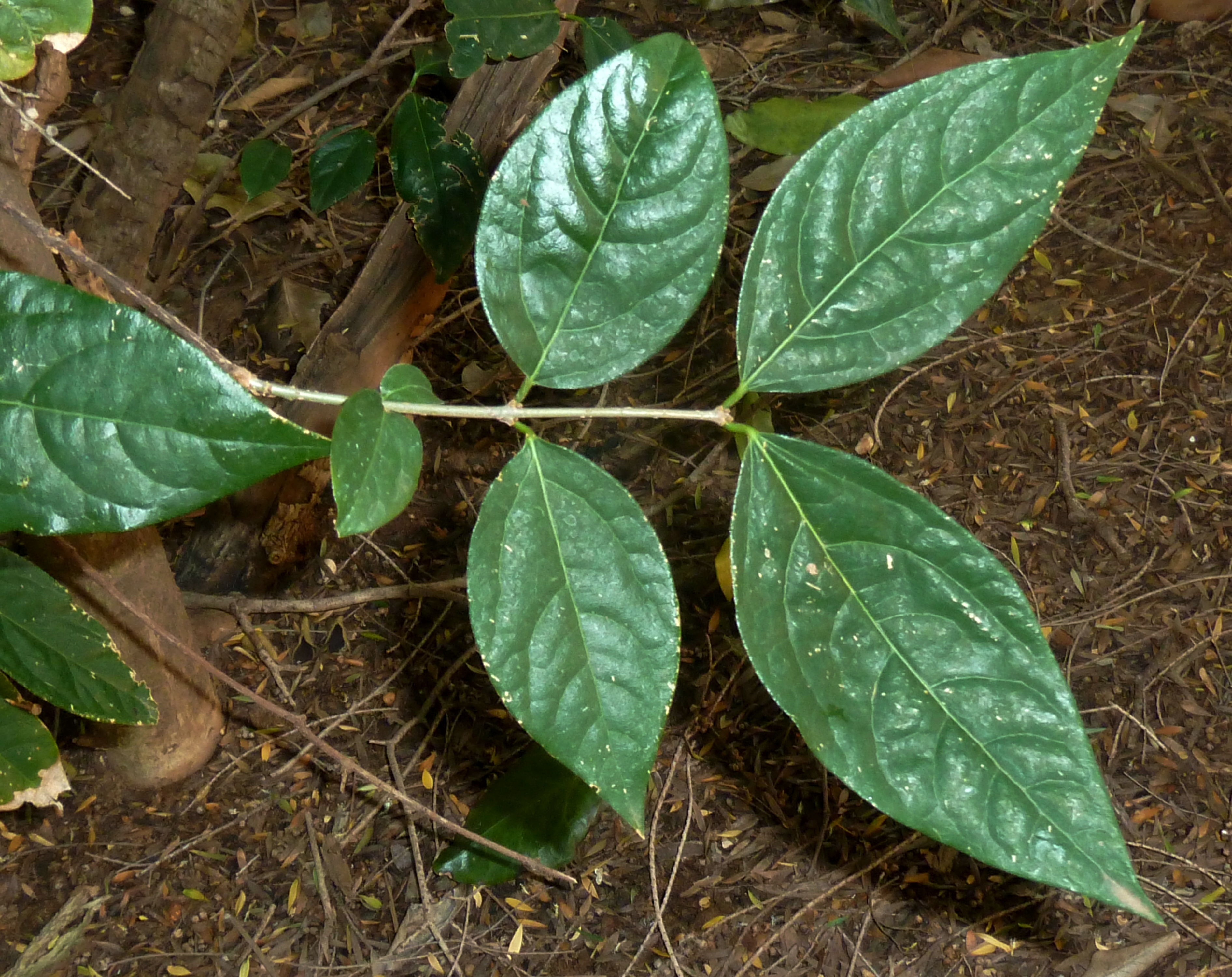
Větévka zimnokvětu časného
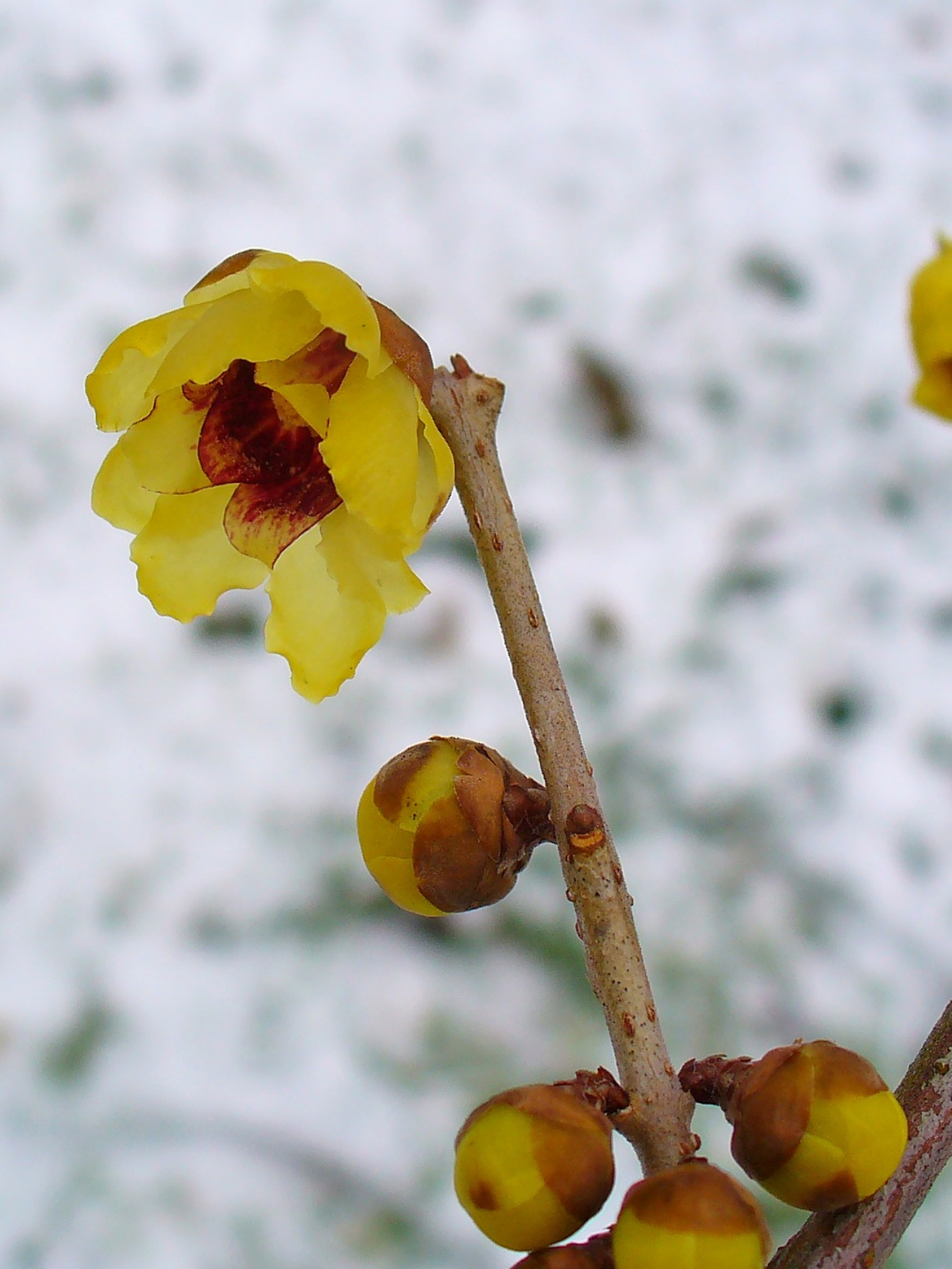
Květy zimnokvětu časného
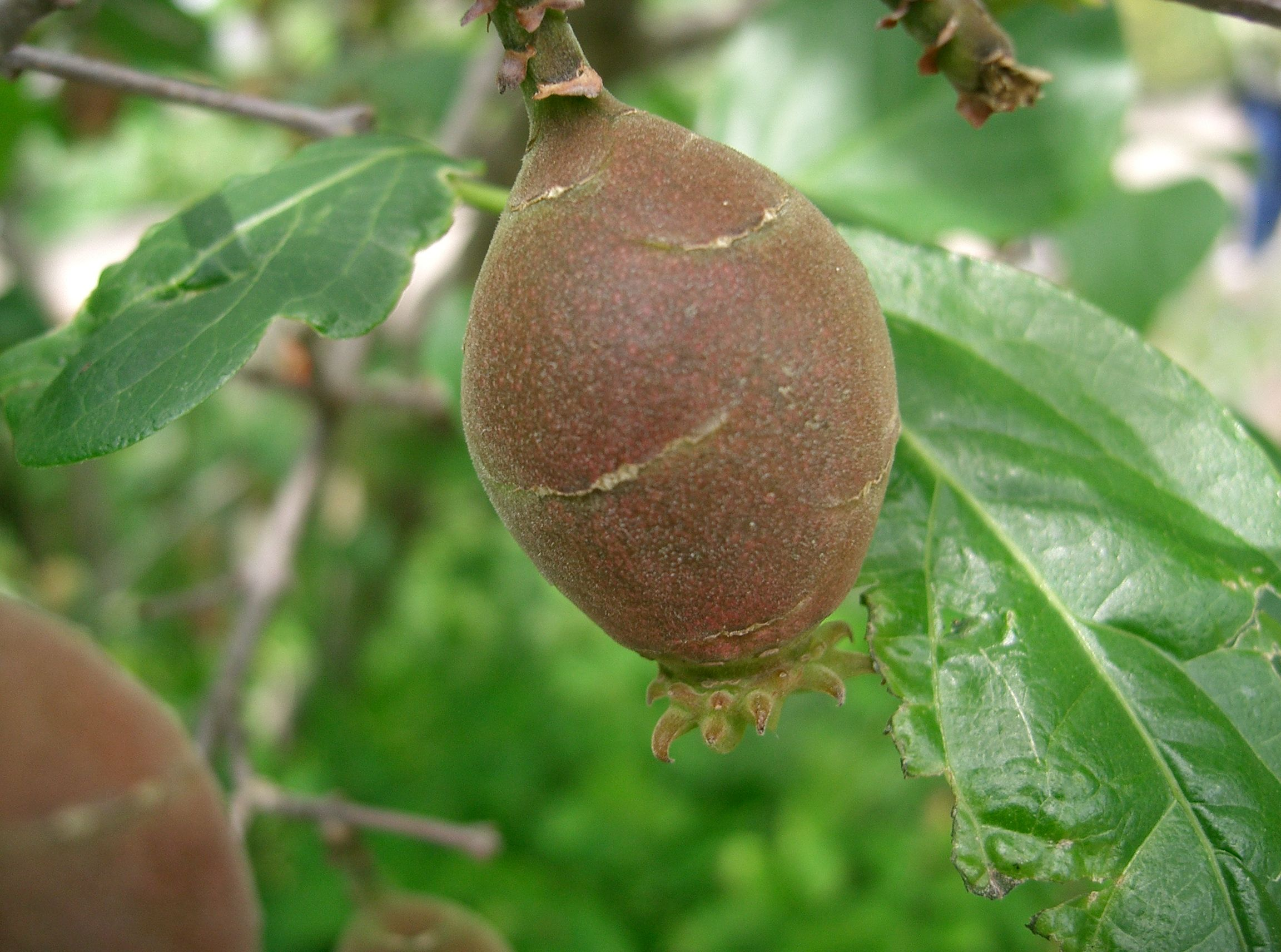
Plod zimnokvětu časného

## Rozšíření
Zimnokvět časný pochází z Číny. Vyskytuje se v horských lesích v nadmořských výškách od 500 do 1100 metrů. Areál rozšíření sahá od jihočínského Jün-nanu přes střední a jihovýchodní Čínu na sever po provincie Šan-tung a Šen-si. Druh je již dlouho pěstován v Číně jako okrasná dřevina a v některých oblastech není jeho původnost s jistotou známa.

## Význam
Druh je mezi dřevinami mírného pásu výjimečný svým zimním kvetením, které z něj činí velmi atraktivní keř. V podmínkách střední Evropy roste pouze jako keř a dorůstá výšky okolo 2 metrů. Existuje několik okrasných kultivarů, odlišujících se zejména zbarvením a velikostí květů.
V České republice se lze se zimnokvětem setkat zejména ve sbírkách botanických zahrad a arboret. Mimo typové formy je uváděn i kultivar 'Concolor' s většími a jednobarevnými květy bez purpurové kresby.

## Pěstování a množení
Zimnokvět vyžaduje teplé stanoviště chráněné před zimním sluncem a ideálně i zimní kryt. Je vhodný pro pěstování v nejteplejších, vinorodých oblastech. Zvláštní nároky na půdu nemá. Nejlépe kvete po suchém a teplém létě.
Rostlinu lze množit zelenými řízky, které se odebírají v červnu a píchají se do skleníku. Poměrně snadno zakořeňují. Množí se i semeny, která je třeba vysít do truhlíku ihned po sklizni plodů. Mladé rostliny jsou citlivé na mráz a je třeba je první roky pěstovat ve skleníku. Při malé potřebě rostlin lze množit také hřížením.